# NGC 2715
NGC 2715 é uma galáxia espiral situada na direção da constelação da Girafa. Possui uma magnitude aparente de 11,1, uma declinação de +78º 05' 06" e uma ascensão reta de 09 horas, 08 minutos e 06,5 segundos.